# Chetek (condado de Barron, Wisconsin)
Chetek es un municipio situado en el condado de Barron, Wisconsin, Estados Unidos. Tiene una población estimada, a mediados de 2023, de 1734 habitantes.

## Geografía
Está ubicado en las coordenadas 45°20′25″N 91°35′54″O / 45.34028, -91.59833. Según la Oficina del Censo, tiene una superficie total de 86.95 km², de los cuales 78.91 km² corresponden a tierra firme y 8.04 km² están cubiertos de agua.

## Demografía
Según el censo de 2020, en ese momento había 1726 personas residiendo en la zona. La densidad de población era de 21.87 hab./km². El 96.6% de los habitantes eran blancos, el 0.1% era afroamericano, el 0.4% eran amerindios, el 0.1% eran asiáticos, el 0.3% eran de otras razas y el 2.5% eran de una mezcla de razas. Del total de la población, el 0.9% eran hispanos o latinos de cualquier raza.